# Babylon (musikalbum)
Babylon är W.A.S.P.:s fjortonde studioalbum, släppt den 12 oktober 2009. Albumet innehåller coverversioner på Deep Purples Burn och Chuck Berrys Promised Land.

## Låtlista
1. "Crazy" (5:10)
2. "Live to Die Another Day" (4:41)
3. "Babylon's Burning" (5:00)
4. "Burn" (4:50)
5. "Into the Fire" (5:54)
6. "Thunder Red" (4:20)
7. "Seas of Fire" (4:34)
8. "Godless Run" (5:43)
9. "Promised Land" (3:13)

## Musiker
- Blackie Lawless – sång, gitarr
- Doug Blair – sologitarr, kompgitarr
- Mike Duda – elbas
- Mike Dupke – trummor